# Románia a 2011-es úszó-világbajnokságon
Románia a 2011-es úszó-világbajnokságon 17 sportolóval vett részt.

## Műugrás
Női
| Versenyző(k)                   | Esemény                      | Selejtező | Selejtező | Elődöntő          | Elődöntő          | Döntő             | Döntő             |
| Versenyző(k)                   | Esemény                      | Pont      | Helyezés  | Pont              | Helyezés          | Pont              | Helyezés          |
| ------------------------------ | ---------------------------- | --------- | --------- | ----------------- | ----------------- | ----------------- | ----------------- |
| Mara Aiacoboae                 | Női 10 méteres toronyugrás   | 265.10    | 21        | Nem jutott tovább | Nem jutott tovább | Nem jutott tovább | Nem jutott tovább |
| Corina Popovici                | Női 10 méteres toronyugrás   | 207.95    | 31        | Nem jutott tovább | Nem jutott tovább | Nem jutott tovább | Nem jutott tovább |
| Mara Aiacoboae Corina Popovici | Női 10 méteres szinkronugrás | 253.62    | 12 Q      |                   |                   | 273.48            | 12                |

## Úszás
Férfi
| Versenyző     | Esemény                     | Selejtező | Selejtező | Elődöntő          | Elődöntő          | Döntő             | Döntő             |
| Versenyző     | Esemény                     | Idő       | Helyezés  | Idő               | Helyezés          | Idő               | Helyezés          |
| ------------- | --------------------------- | --------- | --------- | ----------------- | ----------------- | ----------------- | ----------------- |
| Dragoş Agache | Férfi 50 méteres mellúszás  | 27.75     | 9 Q       | 27.71             | 10                | Nem jutott tovább | Nem jutott tovább |
| Dragoş Agache | Férfi 100 méteres mellúszás | 1:01.19   | 19        | Nem jutott tovább | Nem jutott tovább | Nem jutott tovább | Nem jutott tovább |

Női
| Versenyző     | Esemény                     | Selejtező | Selejtező | Elődöntő | Elődöntő | Döntő             | Döntő             |
| Versenyző     | Esemény                     | Idő       | Helyezés  | Idő      | Helyezés | Idő               | Helyezés          |
| ------------- | --------------------------- | --------- | --------- | -------- | -------- | ----------------- | ----------------- |
| Camelia Potec | Női 400 méteres gyorsúszás  | 4:10.36   | 17        |          |          | Nem jutott tovább | Nem jutott tovább |
| Camelia Potec | Női 800 méteres gyorsúszás  | 8:32.35   | 14        |          |          | Nem jutott tovább | Nem jutott tovább |
| Camelia Potec | Női 1500 méteres gyorsúszás | 16:29.79  | 17        |          |          | Nem jutott tovább | Nem jutott tovább |

## Vízilabda

### Férfi
Csapattagok
- Dragos Constantin Stoenescu
- Cosmin Alexandru Radu – Kapitány
- Tiberiu Negrean
- Nicolae Virgil Diaconu
- Andrei Ionut Iosep
- Dan Andrei Busila
- Mihnea Chioveanu
- Alexandru Barabas Matei Guiman
- Dimitri Goanta
- Ramiro Georgescu
- Alexandru Andrei Ghiban
- Kálmán János Kádár
- Eduard Mihai Dragusin

#### B csoport
| Csapat     | M | Gy | D | V | G+ | G– | Gk  | P |
| ---------- | - | -- | - | - | -- | -- | --- | - |
| Szerbia    | 3 | 3  | 0 | 0 | 41 | 19 | +22 | 6 |
| Ausztrália | 3 | 2  | 0 | 1 | 30 | 27 | +3  | 4 |
| Románia    | 3 | 1  | 0 | 2 | 27 | 31 | –4  | 2 |
| Kína       | 3 | 0  | 0 | 3 | 22 | 43 | –21 | 0 |

| 2011. július 18. 12:10 | Románia              | 8 – 9       | Ausztrália | Sanghaj Nézőszám: 500 Játékvezetők: Peris (CRO), Koganov (AZE) |
| 2011. július 18. 12:10 | (2–1, 2–1, 3–3, 1–4) |             |            | Sanghaj Nézőszám: 500 Játékvezetők: Peris (CRO), Koganov (AZE) |
| 2011. július 18. 12:10 | három játékos 2      | Jegyzőkönyv | Miller 3   | Sanghaj Nézőszám: 500 Játékvezetők: Peris (CRO), Koganov (AZE) |

| 2011. július 20. 09:30 | Szerbia              | 12 – 5      | Románia | Sanghaj Nézőszám: 350 Játékvezetők: Stavridis (GRE), Rotsart (USA) |
| 2011. július 20. 09:30 | (3–1, 3–1, 3–1, 3–2) |             |         | Sanghaj Nézőszám: 350 Játékvezetők: Stavridis (GRE), Rotsart (USA) |
| 2011. július 20. 09:30 | Prlainović 4         | Jegyzőkönyv | Radu 2  | Sanghaj Nézőszám: 350 Játékvezetők: Stavridis (GRE), Rotsart (USA) |

| 2011. július 22. 21:00 | Románia              | 14 – 10     | Kína       | Sanghaj Nézőszám: 550 Játékvezetők: Rotsart (USA), Deslieres (CAN) |
| 2011. július 22. 21:00 | (2–3, 3–3, 5–0, 4–4) |             |            | Sanghaj Nézőszám: 550 Játékvezetők: Rotsart (USA), Deslieres (CAN) |
| 2011. július 22. 21:00 | Radu 8               | Jegyzőkönyv | Pan Ning 3 | Sanghaj Nézőszám: 550 Játékvezetők: Rotsart (USA), Deslieres (CAN) |

#### A negyeddöntőbe jutásért
| 27. mérkőzés 2011. július 24. 12:10 | Montenegró           | 8 – 4       | Románia | Sanghaj Nézőszám: 600 Játékvezetők: Tulga (TUR), Koganov (AZE) |
| 27. mérkőzés 2011. július 24. 12:10 | (2–1, 1–2, 3–0, 2–1) |             |         | Sanghaj Nézőszám: 600 Játékvezetők: Tulga (TUR), Koganov (AZE) |
| 27. mérkőzés 2011. július 24. 12:10 | Brguljan, Jokic 2    | Jegyzőkönyv | Radu 2  | Sanghaj Nézőszám: 600 Játékvezetők: Tulga (TUR), Koganov (AZE) |

#### A 9–12. helyért
| 33. mérkőzés 2011. július 26. 11:20 | Románia              | 8 – 12      | Kanada | Sanghaj Nézőszám: 350 Játékvezetők: Peris (CRO), Williams (NZL) |
| 33. mérkőzés 2011. július 26. 11:20 | (2–2, 2–4, 3–3, 1–3) |             |        | Sanghaj Nézőszám: 350 Játékvezetők: Peris (CRO), Williams (NZL) |
| 33. mérkőzés 2011. július 26. 11:20 | Radu, Negrean 3      | Jegyzőkönyv | Boyd 4 | Sanghaj Nézőszám: 350 Játékvezetők: Peris (CRO), Williams (NZL) |

#### A 11. helyért
| 39. mérkőzés 2011. július 28. 09:30 | Románia              | 15 – 18     | Japán    | Sanghaj Nézőszám: 200 Játékvezetők: Reemnet (NED), Bock (GER) |
| 39. mérkőzés 2011. július 28. 09:30 | (4–3, 3–5, 3–5, 5–5) |             |          | Sanghaj Nézőszám: 200 Játékvezetők: Reemnet (NED), Bock (GER) |
| 39. mérkőzés 2011. július 28. 09:30 | Kádár 4              | Jegyzőkönyv | Shiota 8 | Sanghaj Nézőszám: 200 Játékvezetők: Reemnet (NED), Bock (GER) |